# Hydraena zwicki
Hydraena zwicki är en skalbaggsart som beskrevs av Perkins 2007. Hydraena zwicki ingår i släktet Hydraena och familjen vattenbrynsbaggar. Inga underarter finns listade i Catalogue of Life.